# Bordes-de-Rivière
Bordes-de-Rivière is een gemeente in het Franse departement Haute-Garonne (regio Occitanie) en telt 415 inwoners (2004). De plaats maakt deel uit van het arrondissement Saint-Gaudens.

## Geografie
De oppervlakte van Bordes-de-Rivière bedraagt 8,4 km², de bevolkingsdichtheid is 49,4 inwoners per km².

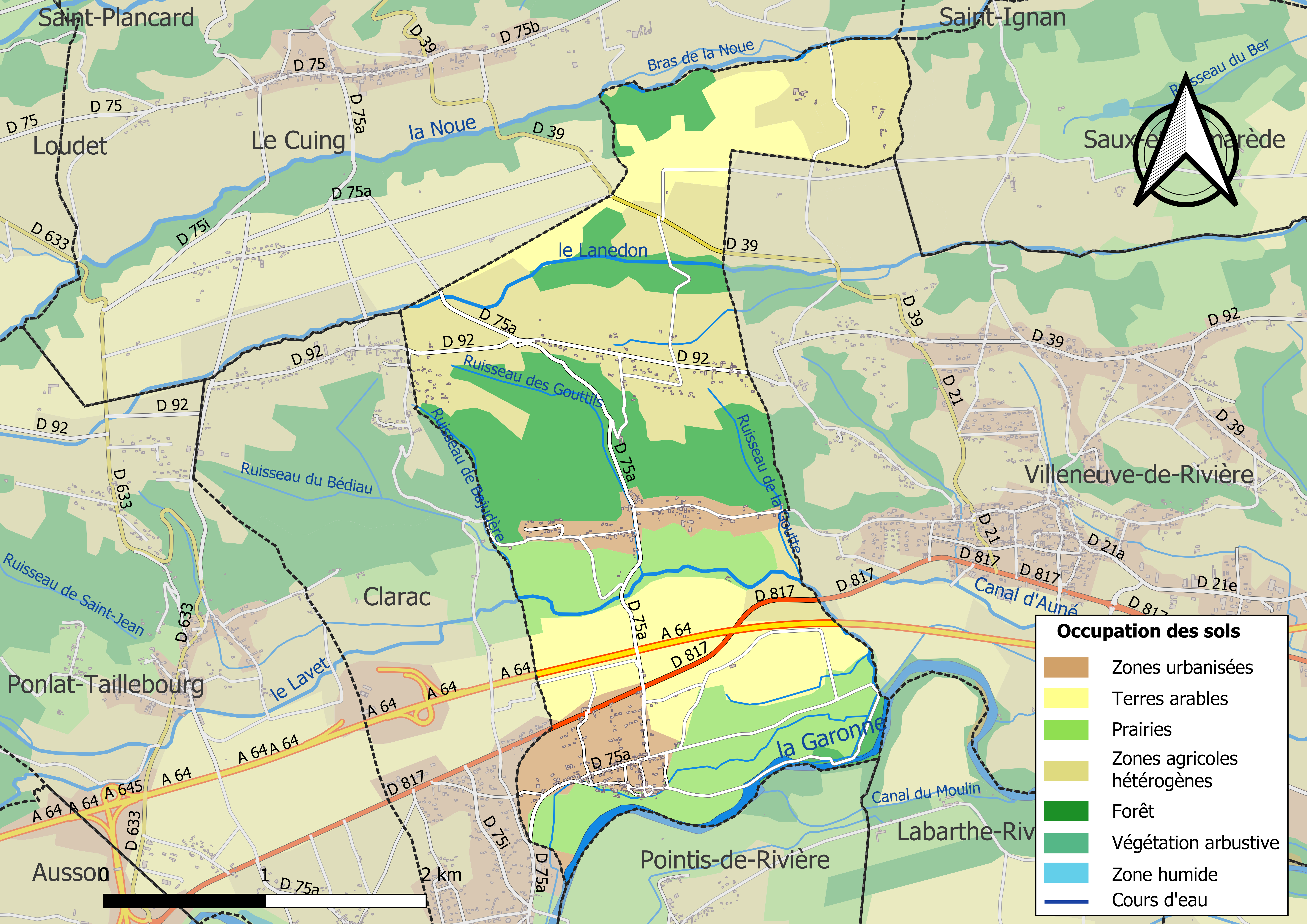
Kaart van de gemeente met de belangrijkste infrastructuur, bodemgebruik en omliggende gemeenten

## Demografie
Onderstaande figuur toont het verloop van het inwonertal (bron: INSEE-tellingen).